# Clyde (Nouvelle-Zélande)
Pour les articles homonymes, voir Clyde.
La ville de Clyde est petite localité de la région de Central Otago, située dans l’Île du Sud en Nouvelle-Zélande.

## Situation
Elle est localisée sur le trajet du fleuve Clutha, entre les villes de Cromwell et d’Alexandra.

## Population
Elle avait une population de 918 habitants en 2006 et de 1 011 habitants en 2013 donc en augmentation sensible de 10 %.

## Histoire
La ville de Clyde a grossi avec les premiers colons venant du secteur de Dunstan (en) durant la ruée vers l'or d'Otago de 1860. La ville put se prétendre la ville la plus populeuse en Nouvelle-Zélande durant le pic de la fièvre de l’or.

## Nom
Le bureau de poste de la ville (et aussi la ville elle-même) fut officiellement renommé du nom initial de Dunstan vers le nom de Clyde le 22 mai 1865 d’après Lord Clyde.

## Activité
Plus récemment, la ville a été connue surtout pour la construction du barrage de Clyde, un barrage hydroélectrique géant situé au nord de la ville derrière lequel se trouve le lac Dunstan (en). Le fleuve Clutha est la rivière la plus rapide (en volume) de l’hémisphère sud. Le fleuve court ensuite vers le barrage de Roxburgh Dam (en) avant de finalement rencontrer la mer au niveau de la ville de Balclutha.

## Accès
La ville est une destination de vacances populaire. Elle siège à l’extrémité ouest de l’Otago Central Rail Trail. La branche de la ligne du centre d'Otago (en) se terminait initialement au niveau de la ville de Cromwell, mais la section du chemin de fer fut fermée en 1980, avec la fin du trafic du chemin de fer vers Clyde, utilisé pour transporter le matériel pour le projet du barrage. Le ballast du chemin de fer est maintenant souvent transformé en piste cyclable et en chemin de randonnée pour les visiteurs mais aussi pour les résidents locaux.

## Installations
Le centre-ville est le siège de l’Hôpital de Dunstan, qui dessert le district aux alentours, comprenant Alexandra et Cromwell. L’hôpital a été reconstruit en 2006 mais le bâtiment initial persiste. Clyde est devenu rapidement un paradis touristique. La localisation est particulièrement attractive pour ceux qui visitent les nombreux vignobles de la région et aussi les vergers.

## Climat
Le temps dans la région est particulièrement chaud et sec durant les mois d’été du fait de l’effet causé par la présence des Alpes du Sud arrêtant les pluies et donnant la dominance des vents d’ouest.

## Éducation
Il y a une seule école dans Clyde : la Clyde Primary School. L’école secondaire la plus proche est la école supérieure de Dunstan (en), qui est située à 10 km au-delà de la ville d’Alexandra. La plus proche des universités est l’Université d'Otago située à 200 km de là, au niveau de la ville de Dunedin.

## Évènements
Durant la semaine commençant le 22 septembre de chaque année, le district de Clyde/Alexandra est l’hôte du Blossom Festival. Cet évènement célèbre le commencement du printemps, qui amène la floraison des arbres fruitiers dans la zone des vergers. Les divertissements du festival comprennent une parade avec une flotte faite de commerces locaux, d’attractions, d’orchestres et de courses de dragsters.

## Personnalités notables
Sont nés à Clyde :
- Steffan Browning (en), candidate du Green Party of Aotearoa New Zealand
- Jason Hewett (en), joueur des All Black
- Roy Scott (en), joueur de cricket